# Giarratana

Ubicació de Giarratana dins de la província

Giarratana (sicilià Giarratana) és un municipi italià, dins de la província de Ragusa. L'any 2007 tenia 3.240 habitants. Limita amb els municipis de Buccheri (SR), Buscemi (SR), Licodia Eubea (CT), Modica, Monterosso Almo, Ragusa i Vizzini (CT).

## Administració
| Període | Identitat    | Partit        |
| ------- | ------------ | ------------- |
| 2007-   | Giuseppe Lia | Llista cívica |

## Personatges il·lustres
- Loredana Cannata, actriu

## Galeria d'imatges

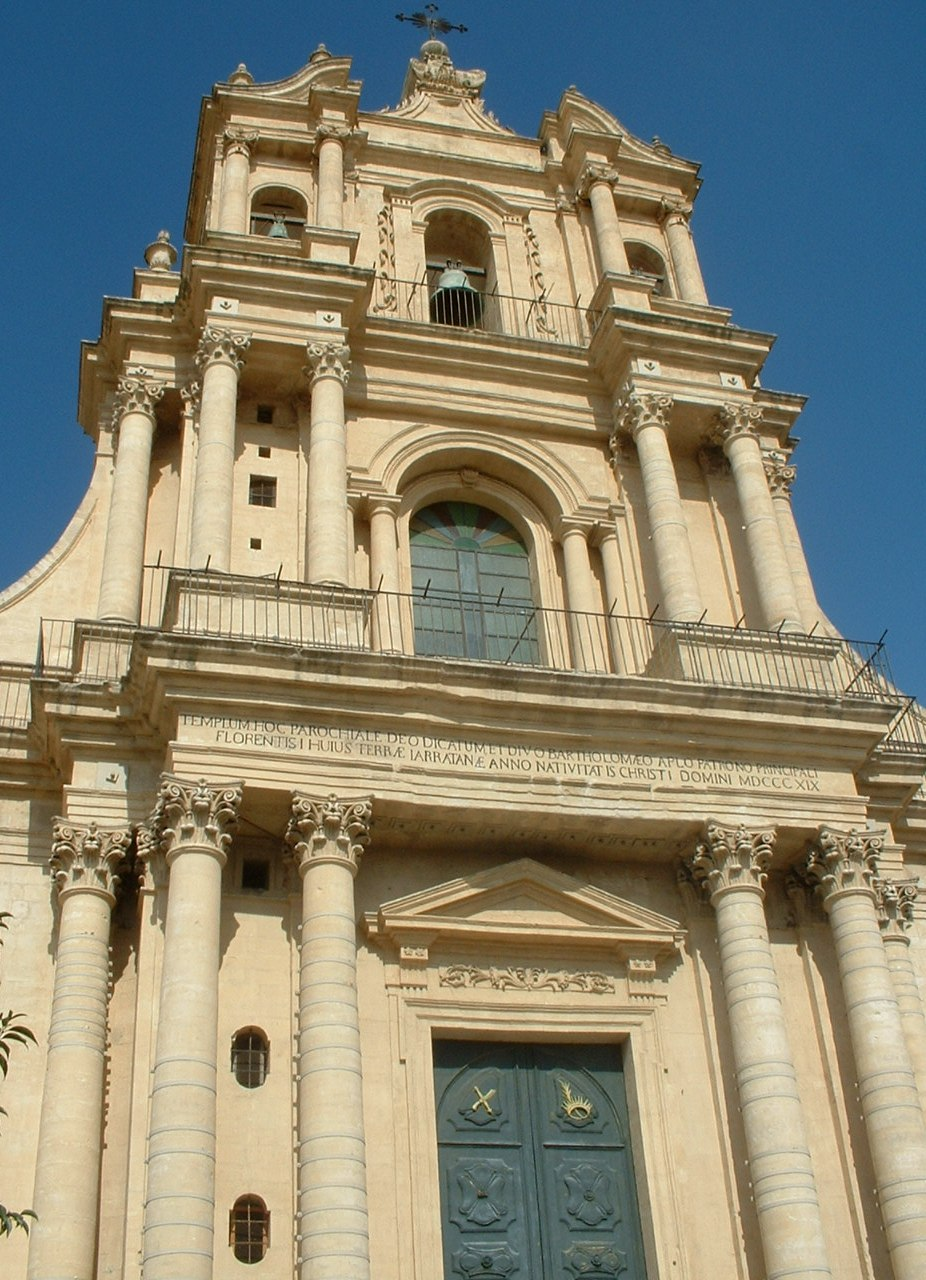
Església de San Bartolomeo
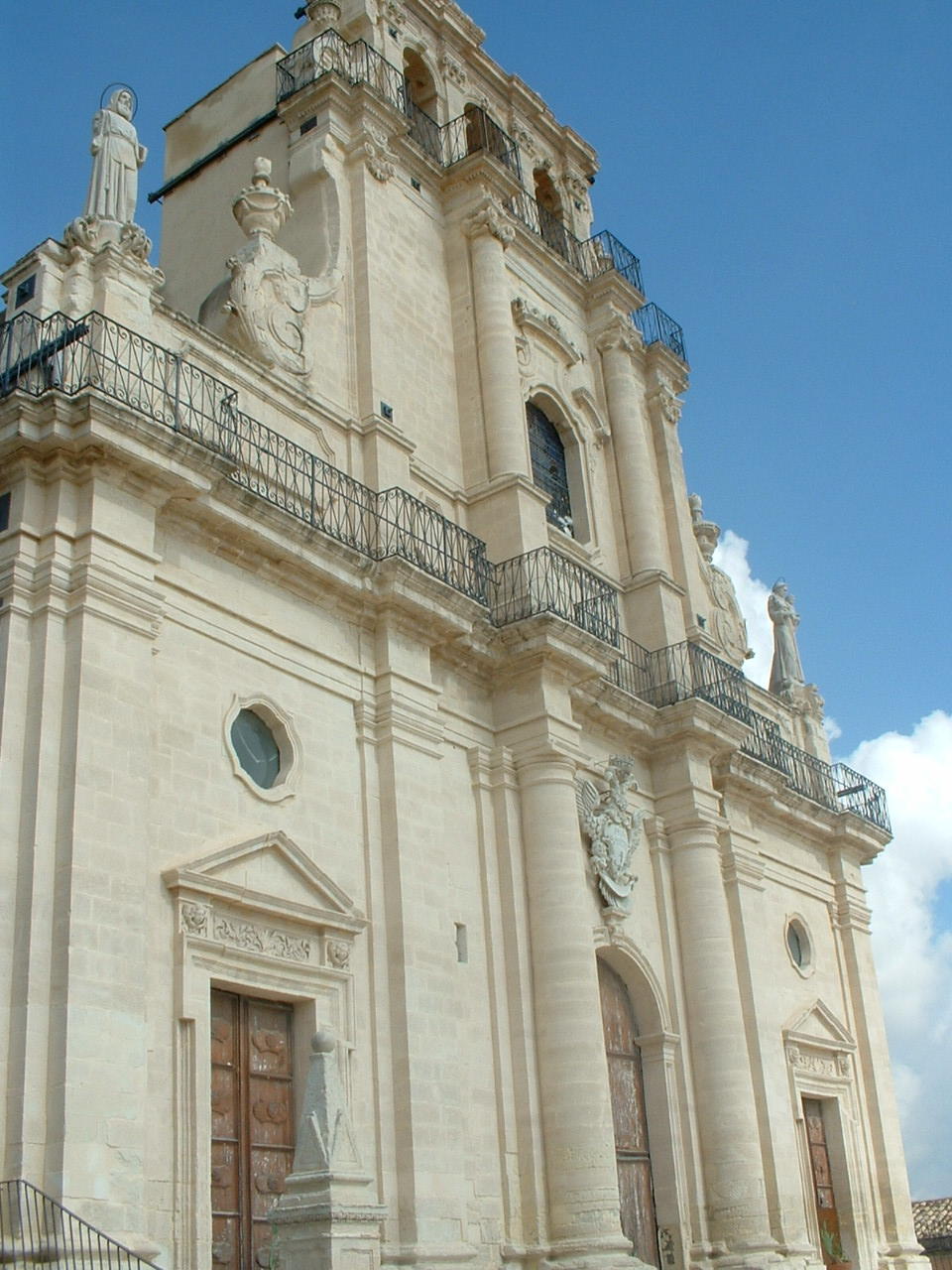
La basílica de San Antonio